# Ngabaya Tchef Tchef
 (février 2025).
Ngabaya Tchef Tchef est un homme politique camerounais, membre titulaire du comité central du Rassemblement Démocratique du Peuple Camerounais (RDPC), actuel parti au pouvoir. Il fut nommé Sénateur de la Région de l'Extrême-Nord par le Président de la République S.E. Paul Biya. Il occupera cette fonction élective durant un mandat (2018-2023). 

## Biographie
Ngabaya Tchef Tchef est originaire de la région de l'Extrême-Nord Cameroun. Il est membre titulaire du comité central du Rassemblement démocratique du peuple camerounais élu par le congrès de septembre 2011. 
Il est nommé sénateur suppléant au sein du parlement du Cameroun le 12 avril 2018 par Paul Biya, président de la république,.